# Mario Strikers Charged Football
Mario Strikers Charged Football, також відома під назвою Mario Strikers Charged — спортивна відеогра з серії Mario Strikers, розроблена в 2007 році канадської компанією Next Level Games для консолі Nintendo Wii. Гра є другою в лінійці, після оригінального Mario Smash Football, випущеного в 2005 році для консолі GameCube. Гра являє собою симулятор екстремального футболу, в якому беруть участь персонажі із серії ігор про Маріо.

## Ігровий процес
Гра розгортається на декількох футбольних полях, що розрізняються екстремальністю (від абсолютно спокійних майданчиків — до заливаються лавою і бомбардований метеоритами). Команда складається з п'яти учасників: капітан, три гравці і воротар. Мета — забити м'яч усіма можливими способами. Крім звичайних ударів по воротах, існують також суперудари та ультраудари, які здатні одноразово покласти в ворота одразу кілька м'ячів, але вони доступні тільки капітанам. Під час гри, можна перемикатися між гравцями, окрім воротаря. Воротар ловить м'ячі автоматично і стає доступний лише в момент відображення ультраударов.
У грі є декілька режимів: чемпіонат, одиночні турніри, історичні турніри та мережеві змагання. Виграючи матчі, гравець отримує призи та бонуси, поля і додаткових персонажів.

## Правила
Правил немає, творити можна все, що завгодно: збивати ворожих гравців з ніг, застосовувати проти них зброю, хапати м'яч руками і не гидувати суперздатності. Крім звичайних ударів і підсічок, можна скористатися унікальними прийомами персонажів і додатковою зброєю, яка з'являється у команди. У результаті, гра перетворюється в мініатюрну побоїще, де часто незрозуміло, кому належить ініціатива.

## Персонажі
Кожен персонаж у грі має свої характеристики, які впливають на результат матчу. Наприклад важковаговики, подібне до Боузер, або ДК, непробивні, і чудово озброєні, але повільні та незграбні, у той час як легкі персонажі, подібне до Піч, або Принцеса Дейзі, відрізняються дуже високою швидкістю і спритністю, але пасують при першому ж фізичному зіткненні з більш великими супротивниками.

### Капітани команд
ОсновніМаріо, Луїджі, Піч, Принцеса Дейзі, Варіо, Валуіджі, Боузер, Донкі Конг і Йоші.
ПрихованіБоузер Молодший, Дідді Конг і Петті Піранья.

## Недоліки
Основним мінусом гри є її складність. Навіть на найнижчих рівнях майстерності з комп'ютерними суперниками впоратися досить непросто. Гра вимагає від гравця підвищеної реакції, блискавичної координації дій і досконалого володіння системою управління.
Управління в грі здійснюється Remote-контролером Wii і нунчаки. Використовувати один remote не можна, тому для немережевого мультиплеєра доведеться купувати додаткові нунчаки.
Також, явним недоліком гри є відсутність повноцінного реплея (переглянути запис тільки що зіграного матчу, на жаль, не вдасться). Відсутність керованої камери теж не йде грі на користь. Моделі гравців добре опрацьовані і чудово анімовані, але дивитися на них припадає, в основному, з висоти пташиного польоту. Наблизити камеру ближче до гравців не представляється можливим. А динамічною зйомкою з близької відстані, на жаль, може похвалитися тільки ігрова заставка.

## Цікаві факти
- У даній серії ігор, знайомі герої, звичайно відрізняються незмінною наївністю, вперше представлені в новому, абсолютно недитячою іміджі. Їх погляди суворі, поведінка агресивно, жести і пози — викликають. Розсердившись, воротар може сильно вдарити одного з гравців своєї команди. Принцеси, Дейзі та Піч, ведуть себе на полі нескромно і вітряно. А всіма улюблений герой Маріо, в жорстокості не поступається своєму злому ворогові — Боузер. Незважаючи на такий контраст з оригіналом, це нітрохи не псує відчуттів від гри, а навпаки — створює необхідну атмосферу, і привносить в серію необхідну свіжий струмінь. Маріо дорослішає.
- Манера і специфіка гри, а також, суперудари, ефектні появи і позерства Mario Strikers мають певну схожість з Galactik Football — французьким мультсеріалом 2006 року. Особлива подібність простежується у суператаках Валуіджі, і смозі команди Shadows.